# Luigi Scarabello
Luigi Scarabello, herecký pseudonym Sergio Landi (17. červen 1916 Albiano Magra, Italské království – 2. červenec 2007 Nettuno, Itálie) byl italský fotbalový záložník i trenér a později pomocný filmový režisér a herec.

## Životopis
Luigi Scarabello se narodil v Albiano Magra v provincii Massa Carrara. V osmnácti letech debutoval v B týmu Spezia Calcio 1906. V prvním celku Spezie sehrál během dvou sezón padesát mistrovských zápasů, v nichž vstřelil 10 gólů. Poté hrál čtyři sezóny v týmu Genoa, v němž sehrál v italské sérii A 110 zápasů a dal 28 branek. Scarabello sehrál kromě zápasů v olympijském týmu i dvě utkání za národní družstvo Itálie.
Když se Scarabello seznámil s herečkou Lilia Silvi, skončil roku 1940 předčasně s fotbalovou kariérou a pokoušel se uspět u filmu. Ve 25 letech debutoval pod uměleckým jménem Sergio Landi ve filmu Barbablú (1941). Kromě několika hereckých rolí zakusil i pozici pomocného režiséra.
S Liliou Silvi (nar. 1922), která měla ve třicátých letech pověst italské Shirley Temple, žili na své haciendě Aprilia poblíž města Nettuno u Říma. Počátkem 50. let byli manželé zapleteni do skandálu s vymyšleným únosem zahraniční rozvědkou. Chtěli prý tak získat zpět ztrácející popularitu.
Pohřeb Luigi Scarabella se uskutečnil 3. července 2007 v kostele v rodné obci Albiano Magra.

## Olympijský turnaj v Berlíně
Turnaj byl hrán vyřazovacím způsobem. Kvalita turnaje utrpěla neúčastí týmů z Jižní Ameriky. Hrálo 16 týmů (201 hráčů), takže k vítězství v turnaji postačovaly 4 vítězné zápasy. Itálie je absolvovala takto:
1. kolo: Itálie – USA 1:0; čtvrtfinále: Itálie – Japonsko 8:0; semifinále: Itálie – Norsko 2:1
Finále (16. srpna 1936): Itálie – Rakousko 2:1 (obě branky dal Frossi – v 70. a 92. minutě) za účasti 90 000 diváků, rozhodčí Němec Bauwens.
Pořadí v turnaji: 1. Itálie, 2. Rakousko, 3. Norsko.

## Hráčská statistika
| Sezóna          | Klub            | Liga            | Liga   | Liga | Ligové poháry | Ligové poháry | Ligové poháry | Kontinentální poháry | Kontinentální poháry | Kontinentální poháry | Celkem | Celkem |
| Sezóna          | Klub            | Soutěž          | Zápasy | Góly | Soutěž        | Zápasy        | Góly          | Soutěž               | Zápasy               | Góly                 | Zápasy | Góly   |
| --------------- | --------------- | --------------- | ------ | ---- | ------------- | ------------- | ------------- | -------------------- | -------------------- | -------------------- | ------ | ------ |
| 1936/37         | Janov           | Serie A         | 21     | 4    | IP            | 6             | 1             | Stř.P                | 3                    | 0                    | 30     | 5      |
| 1937/38         | Janov           | Serie A         | 27     | 3    | IP            | 1             | 1             | Stř.P                | 6                    | 3                    | 34     | 7      |
| 1938/39         | Janov           | Serie A         | 29     | 11   | IP            | 4             | 1             | -                    | 0                    | 0                    | 33     | 12     |
| 1939/40         | Janov           | Serie A         | 22     | 5    | IP            | 2             | 0             | -                    | 0                    | 0                    | 24     | 5      |
| 1940/41         | Janov           | Serie A         | 10     | 1    | IP            | ?             | ?             | -                    | 0                    | 0                    | 32     | 0      |
| Celkem v Janově | Celkem v Janově | Celkem v Janově | 109    | 24   | -             | 13+           | 3+            | -                    | 9                    | 3                    | 131+   | 30+    |

## Úspěchy

### Klubové
- 1x vítěz italského poháru (1936/37)

### Reprezentační
- 1x na OH (1936 – zlato)

## Filmografie

### Filmové role
- Barbablú, 1941 - role neuvedena
- Violette nei capelli, 1942 - Giorgio (pod pseudonymem Sergio Landi)

### Pomocná režie
- La Bisbetica domata, 1942
- Giorni felici, 1942
- Diavolo va in collegio, II, 1944